# Petrus de Drusina
Petrus de Drusina (polnisch heute Piotr z Drużna; * um 1560; † 1611) war ein Organist und Komponist in Danzig und Elbing.

## Leben
Petrus war ein Sohn oder anderer Verwandter des Lautenisten Benedictus de Drusina aus der Umgebung von Elbing.
Er war als Organist in der St.-Marien-Kirche (und der St.-Barbara-Kirche?) in Danzig tätig. 1605 war er Kantor an der Marienkirche in Elbing.
Von Petrus de Drusina sind einige Orgelkompositionen und Chormusik, meist Präludien und Intabulierungen von Motetten, erhalten.
Sie sind in der Olivaer Tabulatur aufgenommen, einige Stücke sind in der Bibliothek der Danziger Marienkirche aufbewahrt.